# スイス国鉄Re410形電気機関車

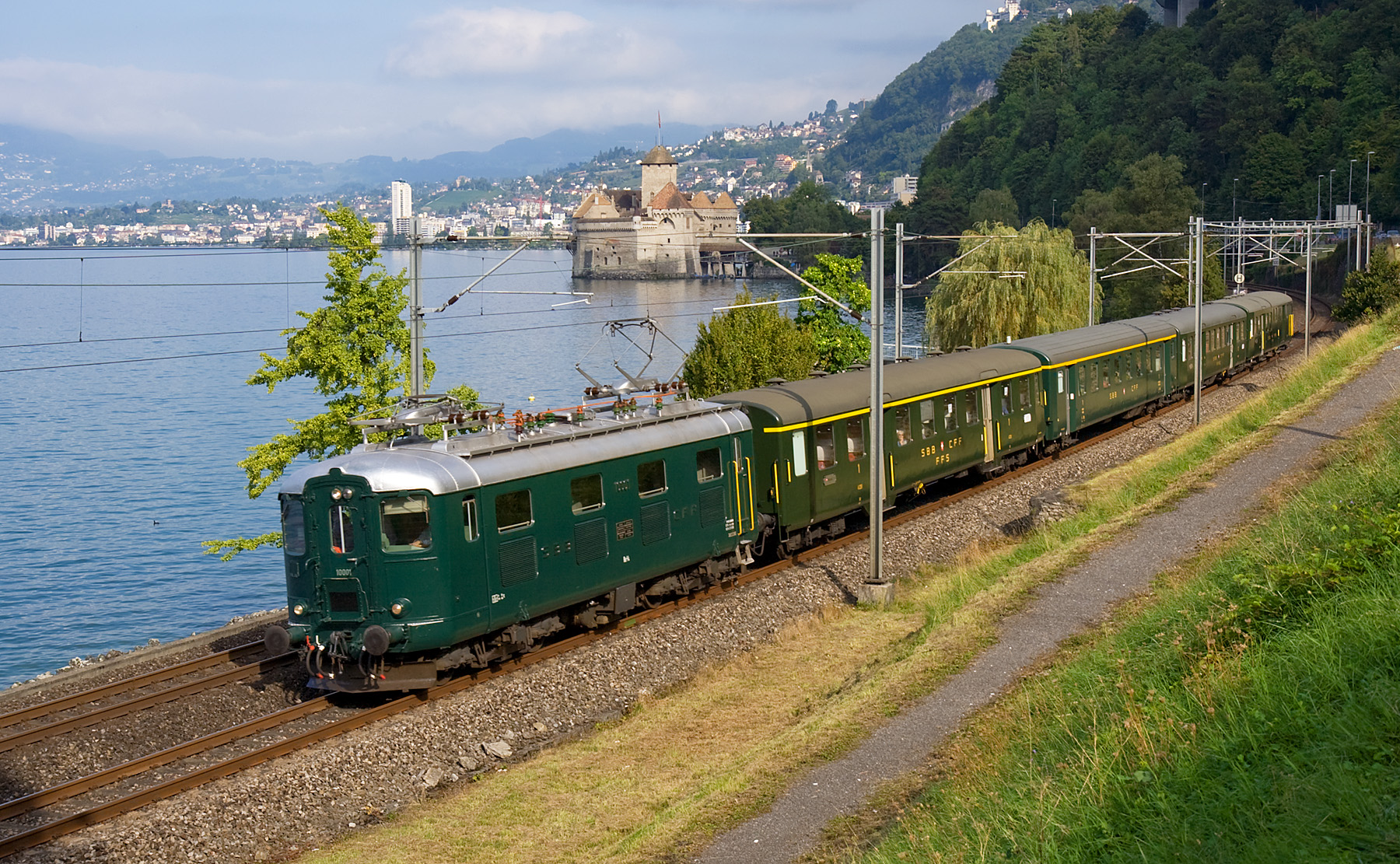
スイス国鉄の歴史的機関車として動態保存されているRe4/4^{I} 10001号機（1次形）、同年代に製造された軽量客車と軽量制御客車を牽引

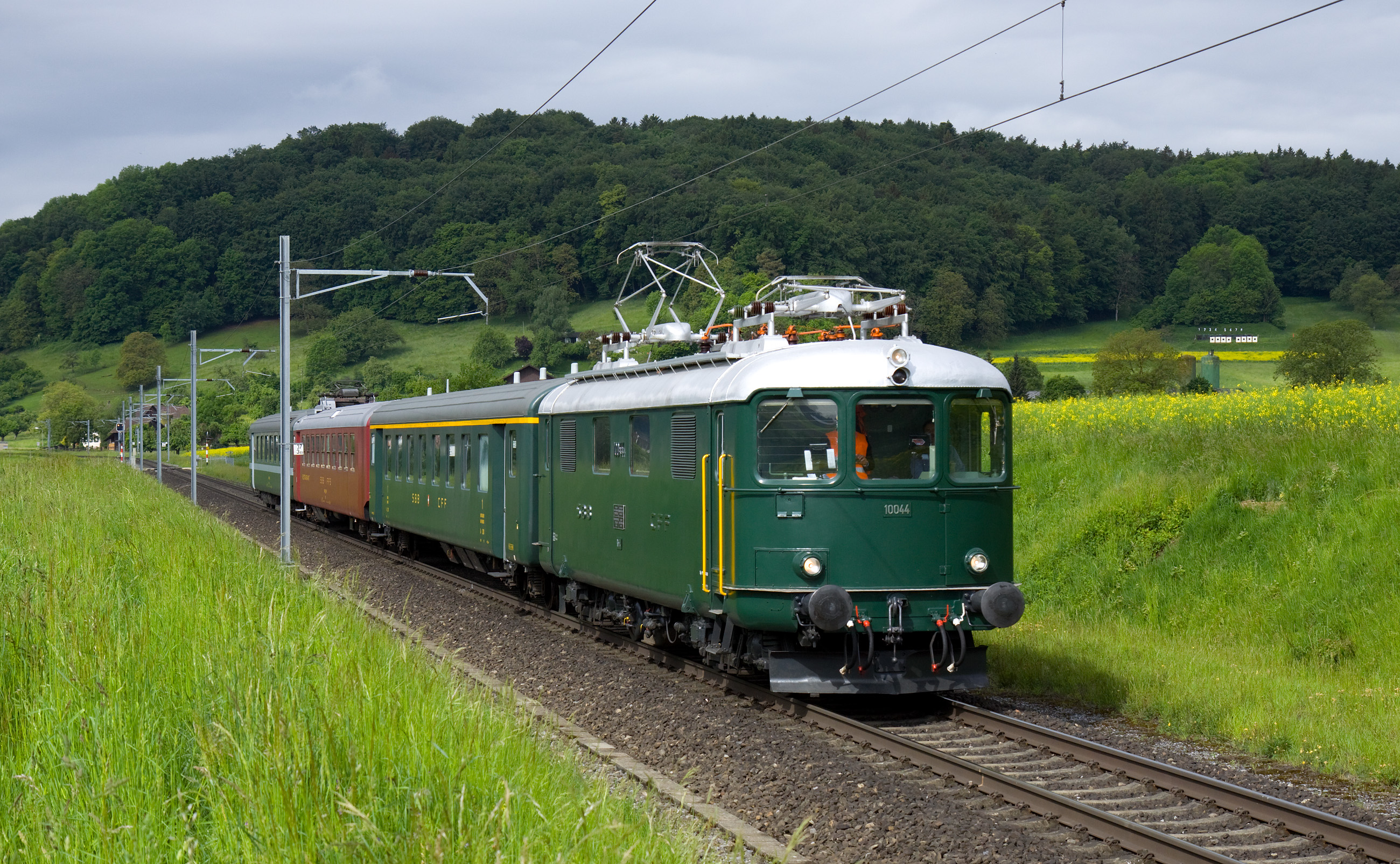
スイス国鉄の歴史的機関車として動態保存されているRe4/4^{I} 10044号機（2次形）緑塗装

スイス国鉄Re410形電気機関車(スイスこくてつRe410がたでんきかんしゃ)は、スイスのスイス国鉄（Schweizerische Bundesbahnen（SBB））の本線系統で使用されていた電気機関車である。なお、本機は1989年のスイス国鉄の称号改正によりRe410形となったものであるが、現車は廃車となるまで当初形式のRe4/4I形のままであった。

## 概要
1930-40年代のスイス国鉄ではブフリ式のAe3/6I形やAe4/7形が主力機として列車を牽引していたが、並行して軽量構造の機体による高速列車が導入されており、本線の高速列車用や団体、臨時列車用としてRBe2/4形やRAe4/8形、RABDe8/16形などの軽量高速電車を導入していた。1940年には軽量高速の荷物電車が短編成の軽量客車を牽引する列車により、ジュネーヴ-ベルン-チューリッヒ-ザンクト・ガレン間などの都市間列車用を運行することとしてRFe4/4形を導入していたが、その時代のスイスでは第二次世界大戦の影響などによって輸送量の大幅が増えていたことからRFe4/4形重連が牽引する軽量客車10両編成の列車では輸送力が不足したため、従来同様の牽引力を持つ電気機関車牽引による列車が望まれていた。一方、大形の電気機関車においても粘着重量の有効活用、曲線通過速度の向上や、スイスでは輸入に頼らざるを得ない戦略物資である潤滑油類の使用量の低減を目指した新技術が開発されており、1944年にはベルン-レッチュベルク-シンプロン鉄道がBo'Bo'の車軸配置で高い曲線通過性能を持ちつつ、27パーミルで400tの列車を牽引可能な高出力を発揮する全軸駆動機であるAe4/4形を導入していた。こういった状況の中、スイス国鉄では比較的平坦な路線において軽量客車からなる都市間列車を牽引する電気機関車について、まず最高速度125km/hで曲線通過速度向上のために重量を56tに抑えるという要件を定め、その中で最大限の出力を確保するという方針で開発を進め、Re4/4I形電気機関車として1946-51年に50機を導入している。この機体はBo'Bo'の車軸配置と、高圧タップ切換制御により、最大137kNの牽引力と125km/hの最高速度（それまでの機関車の最高速度はAe3/6I-110形やAe4/6形の110km/h）で軽量高速電車と同じ速度区分「R」を特徴とする軽量高速機であり、車体、機械部分、台車の製造をSLMが、電機部分はMFOを主担当として、主電動機と補機類をMFOが、主開閉器、主変圧器、主電動機の製造をBBCが、制御機器をSAASが担当しており、最終的にスイス国鉄が設定した主な仕様は以下のとおりであった。
- 従来の機関車よりも曲線通過速度を10km/h以上高めることとし、そのため軸重を14t以下に抑えること。
- 最大12パーミルの区間を300tの列車を牽引して急行列車として走行可能なこと。
- 軽量客車15両に相当する480tを牽引して平坦線で125km/hで、10パーミルで75km/hで走行できること。
- 38パーミルの勾配まで電気ブレーキが有効なこと。
- 制御器は力行25段、電気ブレーキ8段の制御段数を持つこと。
- 重連総括制御の機能を持ち、制御車から遠隔制御できること。
- 軽量客車と均整の取れた外観デザインとすること。

なお、1946-48年にかけて正面貫通式の1次形26機が3回に分けて発注、製造されている。その後1950、51年に正面非貫通式で若干出力が増強され、電気ブレーキが省略された2次形24機が製造されており、最終組立を427-434号機はBBC、435-442号機はMFO、443-450号機はSAASが担当している。また、機番は製造当初、通常の機関車の10000番台の5桁のものではなく、RAe2/4形やRFe4/4形などの一連の軽量高速電車と同じ3桁ものであったが、後に401→10001号機のように5桁の機番に変更され、実機に表記されている機番も1957-63年に5桁のものになっている。製造ロットごとの旧機番と機番、SLM製番、製造年、機械品/電機品製造メーカーは下記のとおりである。
- 1次形
  - 401–406 - 10001–10006 - 3877-3882 - 1946年1月22日-6月26日 - SLM/BBC/MFO/SAAS
  - 407-416 - 10007–10016 - 3889-3897[11]1946年9月17日-1947年4月17日 - SLM/BBC/MFO/SAAS
  - 417–426 - 10017–10026 - 3951-3960 - 1948年3月31日-11月18日 - SLM/BBC/MFO/SAAS
- 2次形
  - 427–450 - 10027–10050 - 4006-4029 - 1950年4月25日-1951年11月18日 - SLM/BBC/MFO/SAAS

## 仕様

### 車体

#### 基本構造
- 車体は、同時期に製造されたベルンレッチュベルクシンプロン鉄道のAe4/4形やスイス国鉄のRFe4/4形、Am4/4形[12]やAm4/6形[13]、後のBDe4/4形、レーティッシュ鉄道Ge4/4I形と同様の丸みを帯びたデザインのプレス鋼を多用した軽量車体である。
- 車体外観は、当時の軽量客車と均整がとれるデザインとなるよう設計されており、屋根高は当時の軽量客車と同じ3700mm[14]に揃えられ、正面はRの深い丸妻で運転台機器を車体外から点検するための点検扉を設置しており、側面は従来のスイス国鉄の機関車と異なり取外しができない構造の平滑なもので台枠上部にのみ型帯が入り、内開き式の明取り窓および主電動機、主変圧器冷却気導入用のルーバーを設置している。また、屋根もRは深くなっており、両端に菱型のパンタグラフが設置され、前後のパンタグラフ部分・中央の屋根上機器部分の3分割で取外しが可能な構造となっている。
- 台枠はプレス鋼材を多用し、箱状構造の梁を組合わせた構造で台枠厚が約400mmと厚く、台車はその中にはまり込む形で装備されており、床下には空気タンクと蓄電池が設置されている。連結器は台枠端梁に設置され、ねじ式連結器で緩衝器が左右、フック・リングが中央にある方式となっており、左側緩衝器の下部に電気暖房引通用の電気連結器が、台車前部に大型のスノープラウが設置されている。
- 運転室は奥行1750mmで両側に乗降扉がある構造で、それまでの右側運転台から変更となったAe4/6形に引続き左側運転台となり、その後のスイス国鉄の標準となっている。運転台は中央部にスイスやドイツで一般的な円形のハンドル式のマスターコントローラー、左側に自動ブレーキ弁と直通ブレーキ弁もしくは入換ブレーキ弁、正面に電圧計、電流計および圧力計などの計器盤とスイッチ盤、正面右上部に機械式速度計、右側に逆転ハンドル、スイッチ盤などが設置されるものである。機器室は左右両側に通路が配置され、中央が機器室となっており、機器室内には中央に主変圧器と冷却油用オイルポンプ、主開閉器、その前後にオイルクーラーとタップ切換装置などの各種接触器を設置、各台車上に逆転器と主電動機および変圧器油冷却用送風機を1基ずつ配置し、運転室背面にスイッチおよびリレー版を、後位側台車上部に電動空気圧縮機、電動発電機などの補機が、前位側台車上部に空気ブレーキ関連機器盤が設置されている。

#### 1次形
- 正面は貫通幌座および貫通扉、貫通渡板付きの3枚窓構成で、窓下部左右に小形の丸型前照灯を、貫通扉上部に小型の丸型前照灯と標識灯を横2連に設置し、前位側の貫通扉横には屋根上昇降用のステップを設置できるようになっている。側面は機関車両側に明取り窓を4箇所ずつ設置し、機器冷却気は機関車右側からのみ導入することとして右側の明取り窓の下部に横目のルーバーを4箇所設置している。また、回生ブレーキ装置を搭載しており、機器室内前位側台車上に回生ブレーキ装置を、屋根上中央に小型の回生ブレーキ用抵抗器を搭載している。
- 運転室は製造当初はそれまでの機関車と同じく、折畳式の座席は設置されているものの運転士は基本的に立って運転する方式となっており、改良形の10017号機以降はマスターコントローラーに後方へ傾斜がつけられて着席状態でも運転できるようになっている。また、機関車を編成中間に連結した際に機関車内を旅客が通過することを想定しており、機関車左側の前後通路が機械室と壁面で仕切られており、旅客用の通路として使用できるようになっており、その際には運転機器類にカバーをかけるようになっていた。
- 自重は100016号機までの56.0t（うち機械部分32t）に対して10017号機以降は57.0t（うち機械部分33t）と変更になっており、軸重も10016号機までは前位側から各軸14.1/14.3/13.8/13.8t、10017号機以降は各軸14.3/14.5/14.0/14.2tとなっている。

#### 2次形
- 前面は機関車を編成中間に連結しないこととして、隙間風および漏水の防止と運転士の視野の確保のために貫通扉を廃止した3枚窓とし、窓下部左右に小形の丸型前照灯を、屋根部中央に小型の丸型前照灯と標識灯を縦2連に設置し、台枠上部に足掛けを設けている。側面は機関車左右側とも4箇所設置した窓のうち車体中央側2箇所を明取り窓、車体端側2箇所を機器冷却気導入用の横目のルーバーとしている。
- 2次形では運転士席が座って運転するようになり、回生ブレーキが設置されないためマスターコントローラーも1次形から変更されている。また、機器室内の旅客の通行をしないこととしたため、機器冷却気は機関車左右両側から取入れるよう変更されているほか、屋根上を含め回生ブレーキ用機器が設置されていない。
- 自重は1次形10017号機以降と同じ57.0tであるが、軸重は全軸各軸14.5tと均等なものに配分が変更されている。

#### 塗装

##### 濃緑色塗装

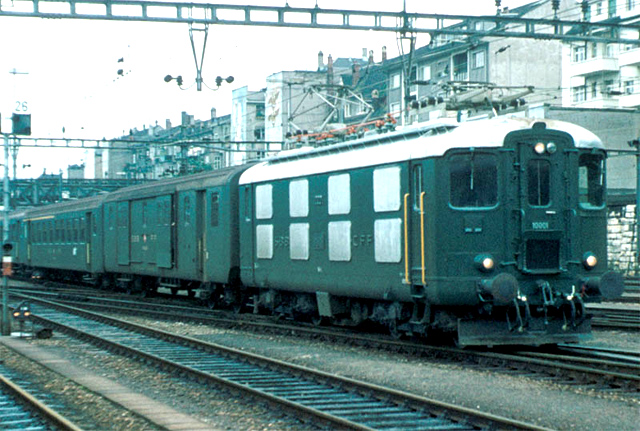
Re4/4^{I} 10001号機（1次形）緑塗装、1次形の冷却気導入口が銀色塗装となった状態

- 車体塗装は濃緑色（NCS 8010-B90G）をベースに、側面の中央に機番の、下部左右に「SBB」と「CFF」の切抜文字が設置され、正面下部中央には機番の切抜文字付のがプレートが設置されている。また、屋根および屋根上機器はライトグレー、床下機器と台車はダークグレーである。なお、後述する1次形の冷却風導入改善改造後は車体側面右側に設置された8箇所のルーバーが銀色となっている。
- 1950年代半ばにはスイス国鉄の新しい標準色を模索して2機に対して試験的に塗装の変更が実施され、409号機（後の10009号機）は1957-59年の間はダークブルー塗装となり、416号機（後の10016号機）が1955-57年の間にAe8/14 11852号機と同じライトグリーン塗装となったが、いずれももとの標準色である濃緑色に戻されている。

##### TEE塗装

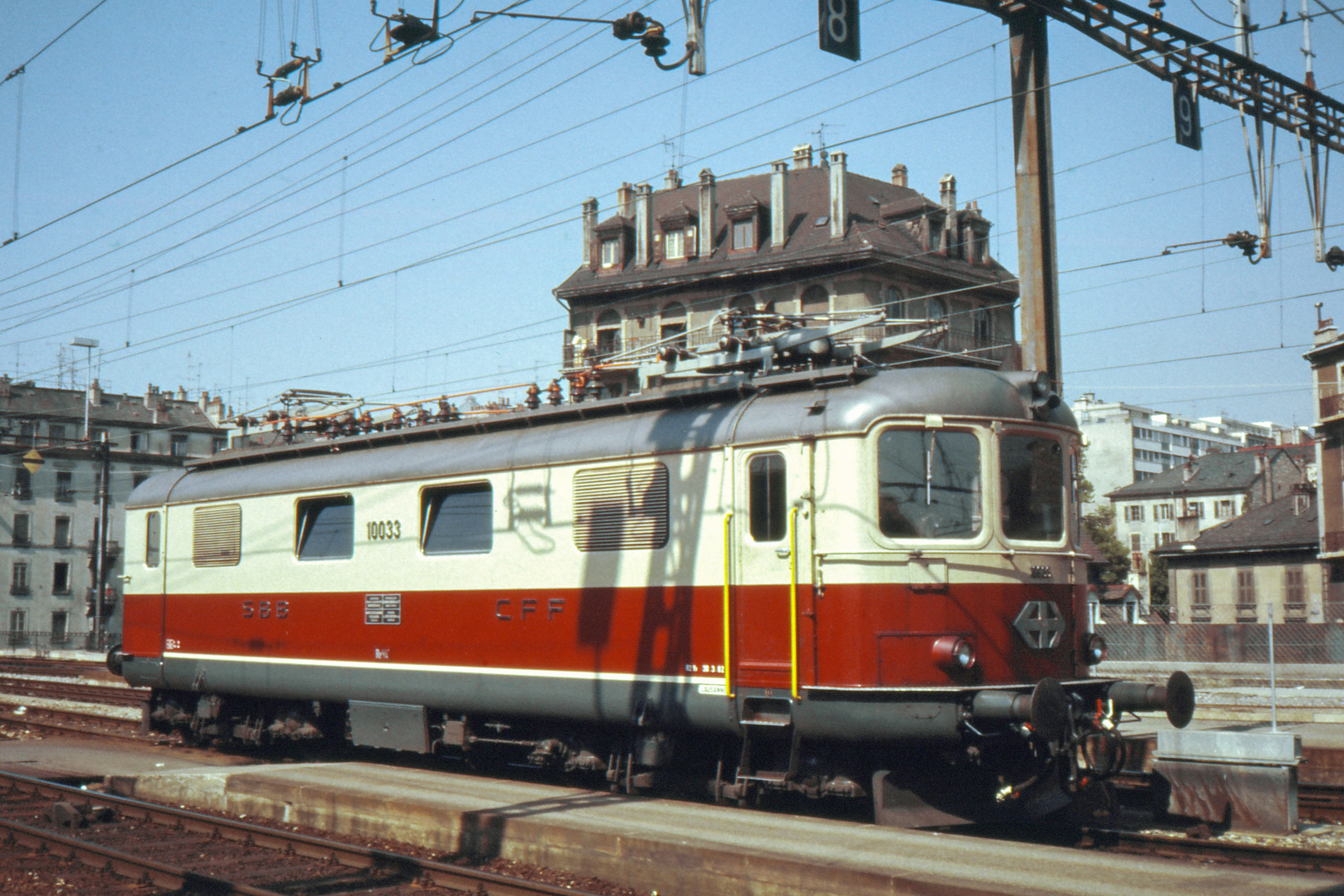
Re4/4^{I} 10033号機（2次形）、TEE塗装、正面にスイス国鉄のエンブレムを設置した1973年以降の状態、1982年、ジュネーブ

- Re4/4I形は年以降TEEの牽引に使用されており、10046、10036号機などが濃緑色塗装のまま正面にTEEのエンブレムを設置していたが、1972年2-8月には10033、10034、10046、10050号機がTEE牽引用として専用塗装となり、車体下半部をTEE指定色である濃赤色（RAL 3004、色名：Purple red）、上半部を同じくベージュ（RAL 1001、色名：Beige）、車体裾部を同じくグレー（RAL 7016、色名：Anthracite grey）として、車体裾部のグレーと濃赤色の境界の側面部のみベージュの細帯が入るものを標準とし、床下および床下機器をダークグレー、屋根上機器および屋根を銀色もしくはライトグレーとし、正面にはクロームメッキの機番の切抜き文字のプレートを設置している。なお、1972年の塗装変更直後は各機体によって下記の通り塗装に差異があった。
  - 10033：標準塗装、正面の機番プレートは濃赤色のものを正面中央部に設置
  - 10034：標準塗装、正面の機番プレートは当初はベージュ、後に濃赤色のものを正面中央部に設置
  - 10046：車体側面裾部のベージュの細帯がなく、正面の機番プレートは正面下部に設置
  - 10050：車体裾部はダークグレーではなく車体下半部と同じ濃赤色で、ベージュの細帯もなし、正面の機番プレートは正面下部に、正面中央部にはスイス国旗の紋章を設置
- 1973年4月から7月にかけて前面にはスイス国旗の白十字と矢印をデザインしたスイス連邦鉄道のエンブレムが設置され、機番は正面中央部に切抜き文字が直接車体に設置されるものとなり、塗装も標準塗装に統一されている。
- その後10046号機は1983年に緑色塗装に戻され、10033、10034号機は1987年に赤色塗装に変更されているが、10050号機は廃車までTEE塗装のままであった。

##### 赤色塗装

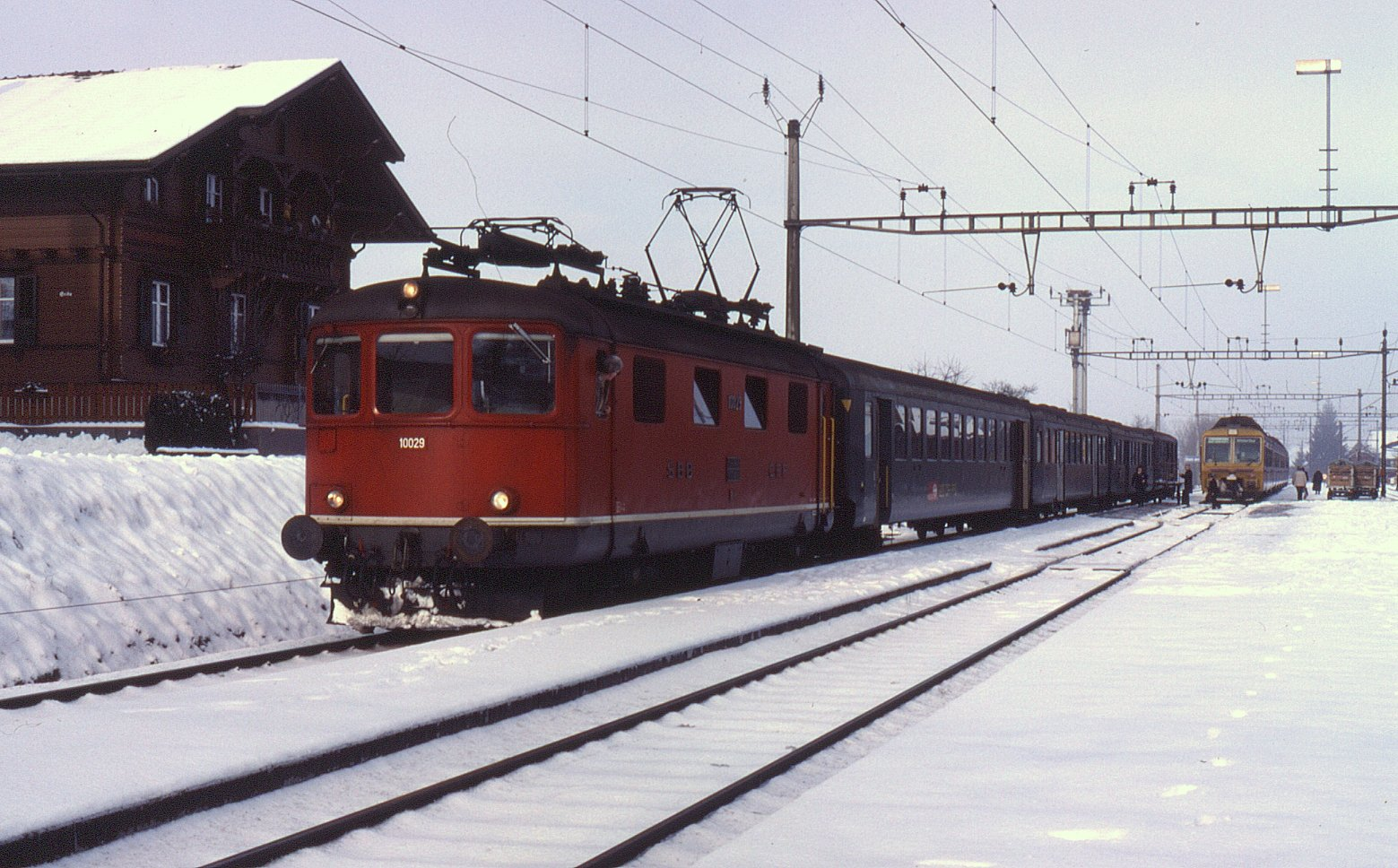
Re4/4^{I} 10029号機（2次形）、RAL3000による赤色塗装機、1991年

- スイス国鉄では機関車の新しい標準色を赤とすることとなり、Re4/4I形1984年6月21日の10043号機以降、R3と呼ばれる大規模修繕の際に順次赤系の車体塗装に変更となり、車体は赤色をベースに車体裾部がダークグレーで赤色との境界部分に白帯が入り、1次形は側面のルーバーが銀色となるように変更されている。
- 1984年当初使用された赤色はスイス国鉄のロゴなどに使用され、1996年以降ドイツ国鉄の電気機関車にも使用されているものと同じRAL3020（色名：Verkehrsrot 、通称SBB-Rot）であったが、1985年にはこれよりも濃いRAL3000（色名：Feuerrot）を使用することとなり、その後の塗装変更機はこの色に変更されている。なお、最初に塗装変更された10043号機は車体裾部の白帯がないものであったほか、廃車の進展によりR3大規模修繕が1992年の10001号機以降Re4/4I形には実施されなくなったため、14機は廃車まで濃緑色塗装のまま、10050号機は廃車までTEEの塗装のままであった。赤色の種別ごとの機番は以下のとおり。
  - RAL3020の機体（5機、塗装変更：1984年6月21日 - 1985年6月27日）
    - 1次形：10010、10025
    - 2次形：10043、10049、10038

  - RAL3000の機体（30機、塗装変更：1986年3月7日 - 1992年8月27日）
    - 1次形：10001、10003-10009、10011、10012、10014、10016-10019、10022、10023
    - 2次形：10027-10037、10044、10045、10048

### 機器

#### 走行機器
- 主電動機は連続定格出力431kW、1時間定格出力471kW（1次形）、連続定格出力440kW、1時間定格出力480kW（2次形）の交流整流子電動機 を4台搭載し、連続定格牽引力79kN、もしくは1時間定格牽引力80kN、最大牽引力137kNの性能を発揮する。冷却は各台車上に1基ずつ設置された送風ファンによる強制通風式で、冷却気は車体側面のルーバーから車体内に吸入する。なお、1次形は主電動機の約1/3がMFO製、残りの約2/3がBBC製であった。
- 台車はベルンレッチュベルクシンプロン鉄道のAe4/4形と同構造の軸距3000mmに車輪径1040mmで9本スポークの動輪を配置し、8-12mm厚の鋼板を使用した溶接組立台車で、前後の台車をクロスカップリングで接続することで、曲線区間での台車変位を均等なものにしレールとの横圧を減らす方式としている。また、牽引時の軸重移動の補償用に、車体に設置したエアシリンダーと台車前後部端梁をリンクで接続し、列車の先頭側軸に荷重をかける軸重補償装置を設置しているほか、軸箱支持方式は円筒案内式、枕ばねは重ね板ばね、軸ばねはコイルばねとしており、機関車荷重および牽引力の伝達経路は以下の通りとなっている。
  - 荷重：車体台枠→車体台枠側梁下部に1台車あたり左右1箇所ずつ計2箇所設けられた車体支持ブロック→左右の車体支持ブロック間に配置され、台車枠下部を通る車体支持梁→車体支持梁と枕バネ間の摺板（台車の回転方向の動きを吸収）→左右1組ずつの重ね板ばね式枕ばね（台車の上下方向の動きを吸収）→台車枠→軸ばね→軸箱→動輪
  - 牽引力：動輪→軸箱支持装置→台車枠→台車中央の心皿穴に配置されたセンターピン→車体支持梁中央の心皿穴（センターピンは左右方向には弾性支持されている、また、センターピンは左右の枕ばねを結ぶバネ結合梁まで配置される）→車体台枠側梁下部に1台車あたり左右1箇所ずつ計2箇所設けられた車体支持ブロック→車体台枠
- 主電動機は台車枠の中梁および端梁に装荷されており、駆動装置はベルン-レッチュベルグ-シンプロン鉄道のディスクドライブ[15]からは変更となり、Bm4/4形ディーゼル機関車で採用されたBBC設計、SLM製造で8本腕のスパイダを使用するクイル式の一種であるスプリングドライブ式の駆動装置となっている。基礎ブレーキ装置は両抱式の踏面ブレーキで、ブレーキシリンダは床下車体中央に設置、自動隙間調整機構を装備している。また、各軸に砂撒き装置を設置しており、砂箱は車体内運転室内半運転台側と車体中央部に計4箇所設置され、それぞれ車体外部に砂補給用の蓋が設けられている。

#### 電気機器
- 制御方式は高圧タップ切換制御で、切換段数は力行は24段、1次形はブレーキ8段であり、力行時には主電動機は4台永久並列接続、他励界磁を4台永久直列に接続する。
- 主変圧器は容量は1660kVAで重量5.7tと、従来のAe3/6I形の1500kVAで11tのものから大幅に小形化されたラジアル積層コアを持つ円筒形のものである。入力は15kV 16 2/3Hz、出力は走行用として1次形は105-630Vの12タップ、電流2640A（10016号機まで、10017号機以降は3000A）、補機用のAC220V、224Aと、暖房用でいずれかを選択可能なAC800Vと1000Vのいずれかの400Aとなっている。主制御装置はSAAS製の電空単位接触器式のもので、主電動機へAC40-550Vを24段で供給するほか、回生ブレーキ時にはNo.1主電動機を励磁用、No.2-4主電動機を発電用として8段で制御する。
- ブレーキ装置は空気ブレーキおよび手ブレーキを装備するほか、1次形はタップ切換装置による回生ブレーキを装備し、第2-4主電動機の3台を交流発電機として動作させるものであった。
- そのほか、パンタグラフはそれまでの重量600kgから約250kgに大幅に軽量化されたBBC製の菱形のTyp BBC 350/IもしくはBBC 350/IIを2台、主開閉器はAe4/6形の一部で試用したBBC製で定格容量400Aの空気遮断器を1台、補機類として電動空気圧縮機1台、主電動機および主変圧器冷却油用オイルクーラー送風機2台、オイルポンプ1台、電動発電機1台、制御回路用のDC36Vの蓄電池などを搭載している。
- 10001号機から10006号機までは重連総括制御装置としてMFO製で42芯の制御線を使用するSystem IIIaを装備しており、正面が連結器フック脇にTyp STK 42 36電気連結器を設置していた。なお、404号機（後の10004号機）は1948-55年の間は一旦重連総括制御装置を撤去している。当初は編成の中間補機として使用する想定もされていたが、実際には編成の機関車反対端部に連結した制御客車からの遠隔制御用に使用され、対応する制御客車は以下の6両であった。
  - CFt4ü 961形（1948年製の3等/荷物[16]合造制御客車、後にBDt 1990形となる、UIC形式：BDt 82-33 900形）
  - Ft4ü 991-993形（1955年製の荷物制御客車、後にDt 1991-1993形となる、UIC形式：Dt 92-33 900-902形）
  - FZt4ü 994-995形（1955年製の荷物/郵便合造制御客車、後にDZt 1994-1995号車となる、UIC形式：DZt 91-33 900-901形）

### 主要諸元
- 軌間：1435mm
- 電気方式：AC15kV 16.7Hz 架空線式
- 最大寸法：全長14700mm(1次形)/14900mm(2次形)、車体幅2950mm、屋根高3700mm、全高4500mm（パンタグラフ折畳時）
- 軸距：3000mm
- 台車中心間距離：7800mm
- 自重：56.0t（1次形10001-10016号機)/57.0t（1次形10017-10026号機、2次形)
- 走行装置
  - 主制御装置：高圧タップ切換制御、力行24段、ブレーキ8段（1次形のみ）
  - 主電動機
    - 1次形：交流直巻整流子電動機×4台（8極、1時間定格出力：471kW[17]、電圧456V、電流1150A、回転数1120rpm、連続定格出力：431kW）
    - 2次形：交流直巻整流子電動機×4台（10極、1時間定格出力：480kW、電圧374V、電流1470A、回転数1000rpm、連続定格出力：440kW）

  - 減速比：2.85(1次形)/2.31(2次形)
- 性能
- 動輪周上出力
  - 1次形：1823kW（1時間定格、於83km/h）、1676kW（連続定格、於87km/h）[18]
  - 2次形：1852kW（1時間定格、於83km/h）、1698kW（連続定格、於88km/h）
- 動輪周上牽引力
  - 1次形：79kN（1時間定格出力、於83km/h）、137kN（最大）
  - 2次形：80kN（1時間定格出力、於83km/h）、137kN（最大）
- 最高速度：125km/h
- ブレーキ装置：回生ブレーキ（1次形のみ）、空気ブレーキ、手ブレーキ

### 改造

#### 機器改良・更新
- 1次形は1950年以降の大規模検査時に床下車体中央下部にSignumと呼ばれる信号装置の車上子を設置している。なお、2次形は製造時よりこれを搭載している。
- 1955年より順次乗務員の運転台側の乗降扉および台枠扉下部のステップが埋められ、助士席側乗降扉の手すりが黄色に変更されている。なお、改造は外板に扉やステップの形状が残るものが基本であったが、その後の車体補修等により、扉靴摺りを残して外販を平滑にしたり、靴摺りも含め完全に埋められたりした機体も多く存在していた。
- 1次形は1959年の10015号機から1960年の10008号機にかけて、R3と呼ばれる大規模検査にあわせて401-426号機から10001-10026号機への改番のほか、直通ブレーキを入換用ブレーキに変更、自動ブレーキ弁をウエスチングハウスのTyp W4からMFO製のFV3bへの変更、同じくMFO製のTyp EST4d-Lokブレーキ制御弁の装備、車体中央2箇所の砂箱と砂撒き装置を撤去してバネ式駐機ブレーキを装備といったブレーキ関係の改良、軸重補償装置の自動化、速度計の機械式から電気式への変更、10001-10016号機の運転台に後方への傾斜を付け、着席での運転に対応させるといった改造がなされている。
- 2次形についても同様に1959年の10039号機から1963年の10045号機にかけてのR3大規模検査の際に、427-450号機から10027-10050号機への改番、入換用ブレーキ弁のTyp FDへの改良、、自動ブレーキ弁をウエスチングハウスのTyp W4からMFO製のFV3bへの変更、同じくMFO製のTyp EST4d-Lokブレーキ制御弁の装備、車体中央2箇所の砂箱と砂撒き装置を撤去してバネ式駐機ブレーキを装備といったブレーキ関係の改良、速度計の機械式から電気式への変更がなされている。
- 1962-63年の冬季の大雪の際に、当時冷却気導入口が機関車右側の下部4箇所のみであった1次形は機器室への雪の進入による故障が多発した。その対策として、1963年に10006号機で機関車右側上部の明取り窓を冷却気導入口として計8箇所として吸込風速を低減させるとともにルーバーを従来の横目のものから縦目の防雪、防塵タイプのルーバーへの変更改造がなされ、これが良好であったため1967年にかけて1次形全機を対象に改造が実施されている。
- 10025号機でシングルアーム式パンタグラフの試験が1966-70年の期間で実施され、片側のパンタグラフをシングルアーム式のものに交換して運用されていた。
- 1980年にはTEE専用機の10033、10034、10046、10050号機に客車の自動扉および室内灯制御用の12芯のUIC形の電気連結器が正面中央と右側の窓間上部に設置されている。
- 資材不足の時期に製造され、品質の劣っていた1次形の特に初期の機体について主変圧器の更新改造が順次実施されていたほか、1991年5月から、故障の多かったブレーキ用リターダイコイルを保護するために回生ブレーキ電流を8-10%低減する改造が1次車を対象に実施されている。

#### 重連総括制御装置設置
- 1955年に407、408号機（後の10007、10008号機）に10001-10006号機と同じSystem IIIaの重連総括制御装置が設置されている。また、10009-10026号機に関しても1958年から1960年の間にSystem IIIaに自動扉と室内灯の制御機能などを追加したSystem IIIaaの重連総括制御装置を追加し、10001-10008号機に対しても同じSystem IIIaaへの変更が実施されている。なお、1959年に従来からの6両の制御客車に加え、System IIIaaを装備するRe4/4I形とSystem IIIbを装備するBDe4/4形とで共用できる、EW I系でRBe540形と類似の運転室を設置した22両の1等/2等合造制御客車が以下のとおり導入されている。
  - ABt 1721-1742形（UIC形式：ABt 38-33 900-921形、後に900-905号車の6両は2等制御客車のBt 28-33 900-905形となっている）[19]
- また、その後1974-78年に初期の軽量客車の1等/2等合造車であるAB  38-33 502-509号車（1951年製、旧形式AB 3723-3730）を改造してRBe540形と類似の運転室を設置したSystem IIIaaおよびIIIb両用の1等/2等合造制御客車8両が以下の通り導入されている。
  - ABt 38-33 930-937形（全長：23180mm、座席定員：1等24名、2等31名、補助席2名）

#### ドイツ乗入対応機
- チューリッヒからオーストリアのブレゲンツおよびドイツ国内リンダウまで乗り入れる列車の牽引用として、1960年代半ばに前位側のパンタグラフの舟体をドイツおよびオーストリア対応の舟体幅の広いものへ交換する改造が行われた。これは、ドイツ国内とスイス国内の電化方式は同じ交流15kV16.7Hzであるが、スイス国内ではトンネル断面を小さくするためにパンタグラフの舟体幅を1450mmに抑えているのに対し、ドイツ国内では舟体幅1950mmに合わせて地上設備が設置されているためであり、パンタグラフ本体も交換していた後のRe420形の場合と異なり、Re4/4I形ではパンタグラフの舟体のみを交換している。
- 1960年代後半にはRe4/4II 11196-11201号機（現在のRe420 196-201号機）が同様にドイツおよびオーストリア乗入れ対応となってTEE列車のバヴァリアなど一部列車の牽引を除いてRe4/4 I形を置換えている。なお、その後若干の機体の入れ替わりがあった後、2002-04年以降は本格的なドイツ乗入対応機であるRe421形が使用されている。
- 改造機番および期間は以下のとおり
  - 10033（TEE牽引機）：1972-77年
  - 10034（TEE牽引機）：1972-77年
  - 10036：1960-67年、1971-72年
  - 10037：1960-67年

#### 入換専用機
- バーゼルSBB駅の入換、車両洗浄用として従来はAe4/7形が使用されていたが、10008号機が1995年2月から試験的に使用され、その後1次形6機が使用されていたが、1996年には2次形のうち10030、10032-35、10037号機の計6機がイヴェルドン工場で入換作業および車両洗浄時の低速走行に必要な装備を搭載して入換専用機に改造されている。主な改造内容は以下のとおり。
  - SE20入換用無線機および屋根上アンテナの装備
  - 放送・連絡用マイクの装備
  - 前位側運転台に高精度速度計、バックミラーの装備
  - 正面右側に入換作業員用のステップと正面窓下に手すりの設置
  - 暖房用電源出力容量を500Aに増強
  - 中央の正面窓内側に入換運用番号札差しを設置

## 運行

### 運行・配置
- 10001号機は1946年1月22日からベルンを拠点として試運転を開始しており、まずチューリッヒからヴィンタートゥールを経由してゼーバッハまでの間で、その3日後にはベルンからインターラーケン間で試運転を実施し、同年中にチューリッヒに配属されて営業運行を開始している。その後1次形は1948年11月までに全機が揃えられ、チューリッヒとローザンヌに以下の通り配置されている。
  - チューリッヒ：401-404、412-422（15機）
  - ローザンヌ：405-411、423-426（11機）
- ローザンヌに配置された機体はAe3/6-110形に替わりチューリッヒ - ジュネーブ間の急行列車2往復に使用されたほか、ブリーク - ローザンヌ - デレモント - バーゼル間の急行列車、ローザンヌからビール/ビエンヌやチューリッヒ間など主にヌーシャテル湖やビール湖周辺で旅客列車と荷物列車に使用されており、Ae4/7形と共通でベルン - ルツェルン間などの貨物列車の牽引にも使用された。チューリッヒに配置された機体は主にチューリッヒより東側で運行され、ロールシャッハやクールなどへ運行されたほか、ボーデンゼー-トゲンブルク鉄道[20]やスイス南東鉄道[21]へも乗入れていた。
- 1949年夏にはルツェルンにも配置され、重連総括制御機能を活かして1948年からルツェルン - チューリッヒ間で運行されていたCFt4ü 961号車を編成端に連結したプッシュプル方式の通勤列車を引継いだほか、チューリッヒからシャフハウゼンやシュピーツ間の列車や同じくヒンヴィル、エフレーティコン、ラッパースヴィール間の近郊列車に使用されていた。なお、制御客車を連結したプッシュプル式の通勤列車はその後1955年のFt4ü 991-993形およびFZt4ü 994-995形の増備によって運行区間が拡大され、シャッフハウゼンやベルンまでの間やベルン - ヌーシャテル - ビール/ビエンヌ間で運行されている。また、1952年には初のゴッタルドルートでの運行となるルツェルン - ベリンツォーナ間の旅客列車で使用されている。
- 1957年夏には初めてベルンに、1972年には同じくヴィンタートゥールに配置されている。
- 1960年夏からはルツェルン配置の機体がゴッタルドトンネルの北側のルツェルン - ゲシェネン間と南側のアイロロ - キアッソ間で運行されるようになったほか、ベリンツォーナ - ロカルノ間でも使用され、BDe4/4形電車を置換えている。その後1977年の配転によりベリンツォーナに配置された機体がゴッタルドトンネルの南側の運行を担当するようになっている。
- 1948年4月29日から5月1日までの間には、本機はベルンレッチュベルクシンプロン鉄道のAe4/4形と共にオーストリア連邦鉄道へ貸し出されて試験を行っている。
- 1960年代中盤以降、より強力なRBe540形電車およびRe420形電気機関車が運用を開始すると次第に短編成のローカル列車の牽引に役割が移っていった。1970-90年代における配置は以下のとおり

- 1970年7月時点での配置
  - 1次形
    - ルツェルン：10001-10015（15機）
    - ビール/ビエンヌ：10016-10020（5機）
    - チューリッヒ：10021-10026（6機）

  - 2次形
    - チューリッヒ：10027-10032、10036、10037（8機）
    - ビール/ビエンヌ：10033-10035（3機）
    - ローザンヌ：10038-10050（13機）
- 1977年5月の配転後の配置
  - 1次形
    - ベリンツォーナ：10001-10014（14機）
    - ビール/ビエンヌ：10015-10026（12機）

  - 2次形
    - ヴィンタートゥール：10027-10032、10035-10036（8機）
    - ベルン：10033、10034、10044-10050（9機）
    - ビール/ビエンヌ：10037-10043（7機）

- 1978年7月時点での配置
  - 1次形
    - ベリンツォーナ：10001-10014（14機）
    - ビール/ビエンヌ：10015-10026（12機）

  - 2次形
    - ヴィンタートゥール：10027-10032、10035-10036（8機）
    - ベルン：10033-10034、10044-10050（9機）
    - ビール/ビエンヌ：10037-10043（7機）
- 1980年代後半における配置
  - 1次形：ローザンヌ、ベリンツォーナ
  - 2次形：ローザンヌ、ヴィンタートゥール
- 1997年3月時点における配置（空番は廃車）
  - 1次形
    - オルテン：10001-10002、10004-10009、10011（9機）
    - ローザンヌ：10012-10020、10022-10023、10026（12機）

  - 2次形
    - ロールシャッハ：10028、10031、10038-10041（6機）
    - バーゼル：10030、10032-10034（4機）
    - ローザンヌ：10035、10037、10044-10046、10048-10049（8機）

### TEE牽引

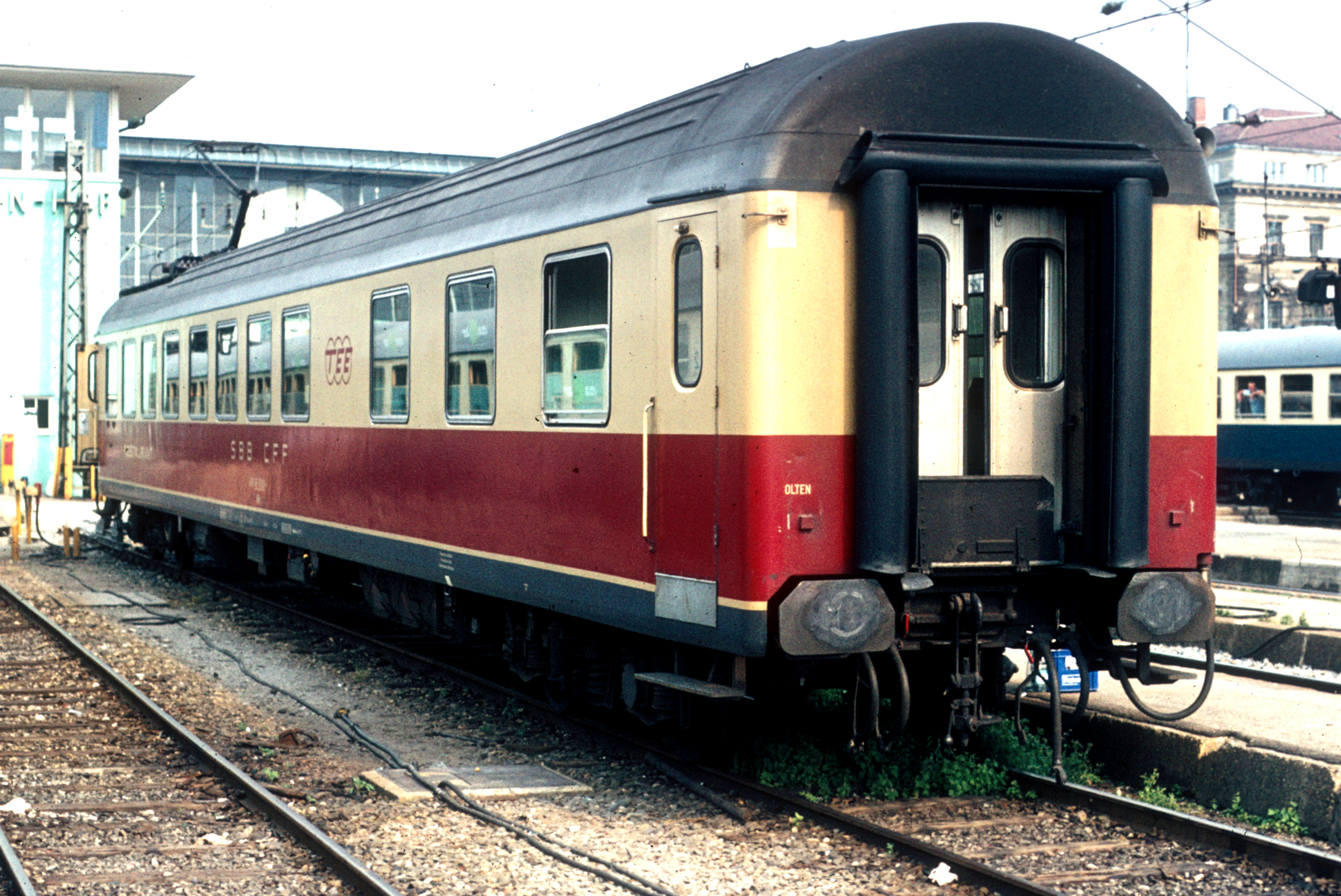
Re4/4^{I} 10033、10034号機とともにTEE列車バヴァリアに使用されたスイス国鉄の食堂車WRm 51 85 88-70 000-6号車

西ヨーロッパにおける全一等車による国際列車であるTEEは、1957年の運行当初は国境駅での機関車交換の省略と出入国管理等の列車内での実施による所要時間の短縮を図るために全て気動車による運行となっており、1961年にはRAe TEEII形電車による運行が開始された。しかし、固定編成の気動車や電車による列車では旅客数の増減に対応しづらいなどの理由から1963年以降は伝統的な電気機関車の牽引によるTEEの運行が開始され、Re4/4I形もラインゴルトおよびバヴァリアの牽引に使用されている。

#### ラインゴルト
- 1928年から運行されているオランダ、ドイツ、スイスなどを結ぶ国際列車であるラインゴルト[22]は、1965年5月30日ダイヤ改正でTEEに指定され、同時にそれまでスイス側ではドイツ国内からバーゼルSBBまでの運行であったものから、スイス国内を運行してベルン中央経由でジュネーヴのジュネーヴ・コルナヴァンまで延長されることとなった[23]。この運行にRe4/4I形が充当されることとなり、濃緑色塗装の10033号機や10043号機などの機体の前面にTEEのマークのヘッドマークを設置して、食堂車、ドーム式展望車、1等開放座席車2両を連結した通常4両編成の列車をバーゼルSBBからジュネーヴ・コルナヴァンまで牽引している。1965年夏ダイヤにおける運行時間（カッコ内はRe4/4I形以外の牽引、主要駅のみ）は以下の通り。
  - 北行（TEE 9）：ジュネーヴ・コルナヴァン（11:30） - ローザンヌ（12:09） - ベルン中央（13:17） - バーゼルSBB（14:50、機関車交換）（ - バーゼル・バディッシャー（14:57） - ケルン（19:34） - アムステルダム中央（22:53） - フーク・ファン・ホラント港（23:15））
  - 南行（TEE 10）：（フーク・ファン・ホラント港（07:00） - アムステルダム中央（07:30） - ケルン（10:49） - バーゼル・バディッシャー（15:32、機関車交換）） - バーゼルSBB（15:52） - ベルン中央（17:12） - ローザンヌ（18:20） - ジュネーヴ・コルナヴァン（18:57）
- その後1972年からは基本的にTEE塗装に変更された10046号機と10050号機が牽引をしており、途中展望車の連結取りやめなどの編成の変更、1980年夏ダイヤ以降の運行区間のベルンまでへの短縮などの変遷を経ているが、ラインゴルトは1982年5月23日ダイヤ改正では運行区間がバーゼルSBBまでとなり、一部客車は引続きベルン、クール、キアッソへ直通することとなったがRe4/4I形のTEE牽引機としての運行はこのダイヤ改正で終了となっている。

#### バヴァリア
- 1969年9月28日に運行を開始したTEE列車のバヴァリア[24]は、チューリッヒ中央からボーデン湖畔をオーストリア国内を経由してドイツ国内の湖畔の町リンダウまで運行し、さらにそこからミュンヘンまで至る列車であり、運行当初はスイス国鉄とオランダ国鉄とが共同開発した気動車であるRAm TEEI形（スイス国鉄形式）、DE-IV形（オランダ国鉄形式）で運行されていた.。しかし、1971年2月9日の同列車の事故により機材が不足したため、同年2月16日の運転再開時に機関車牽引の列車に置き換えられることとなり、チューリッヒ中央 - リンダウ間は当初はオーストリア・ドイツ乗入対応のRe4/4II 11196-11201号機が、その後に1971年9月には1967年までドイツ・オーストリア乗入対応であったRe4/4I 10036号機を乗入対応に復元して運行し、翌1972年7-8月からはTEE塗装でオーストリア・ドイツ乗入対応のパンタグラフを搭載した10033号機と10034号機で運行されるようになった。なお、TEEバヴァリアの前身であった急行列車もジュネーブ - リンダウ間はオーストリア・ドイツ乗入対応のRe4/4I 10036、10037号機が1967年まで牽引していた。
- 客車列車化されたバヴァリアはドイツ国鉄のTEE用客車のApmz121形1等開放座席車、Avmz111形1等コンパートメント車各1両と食堂車からなる通常3両編成で運行され、食堂車は当初短期間はドイツ国鉄の1等コンパートメント・バー車のARDmz106形で代用され、1971年冬からはスイス国鉄のRIC[25]タイプの食堂車WRｍ 88-70 000-009形のWRm 51 85 88-70 000-6号車が専用で使用され、車体塗装も当初は濃赤色であったものから1972年にTEE塗装に変更されている。
- その後バヴァリアは1977年5月21日のダイヤ改正で2等車を連結した急行列車に置換えられ、客車はスイス国鉄車両、チューリッヒ - リンダウ間の機関車もRe4/4II形に変更となってRe4/4I形による運行も終了し、10033号機と10034号機のドイツ・オーストリア乗入対応のパンタグラフもスイス国内用に戻されている。

## 廃車・譲渡

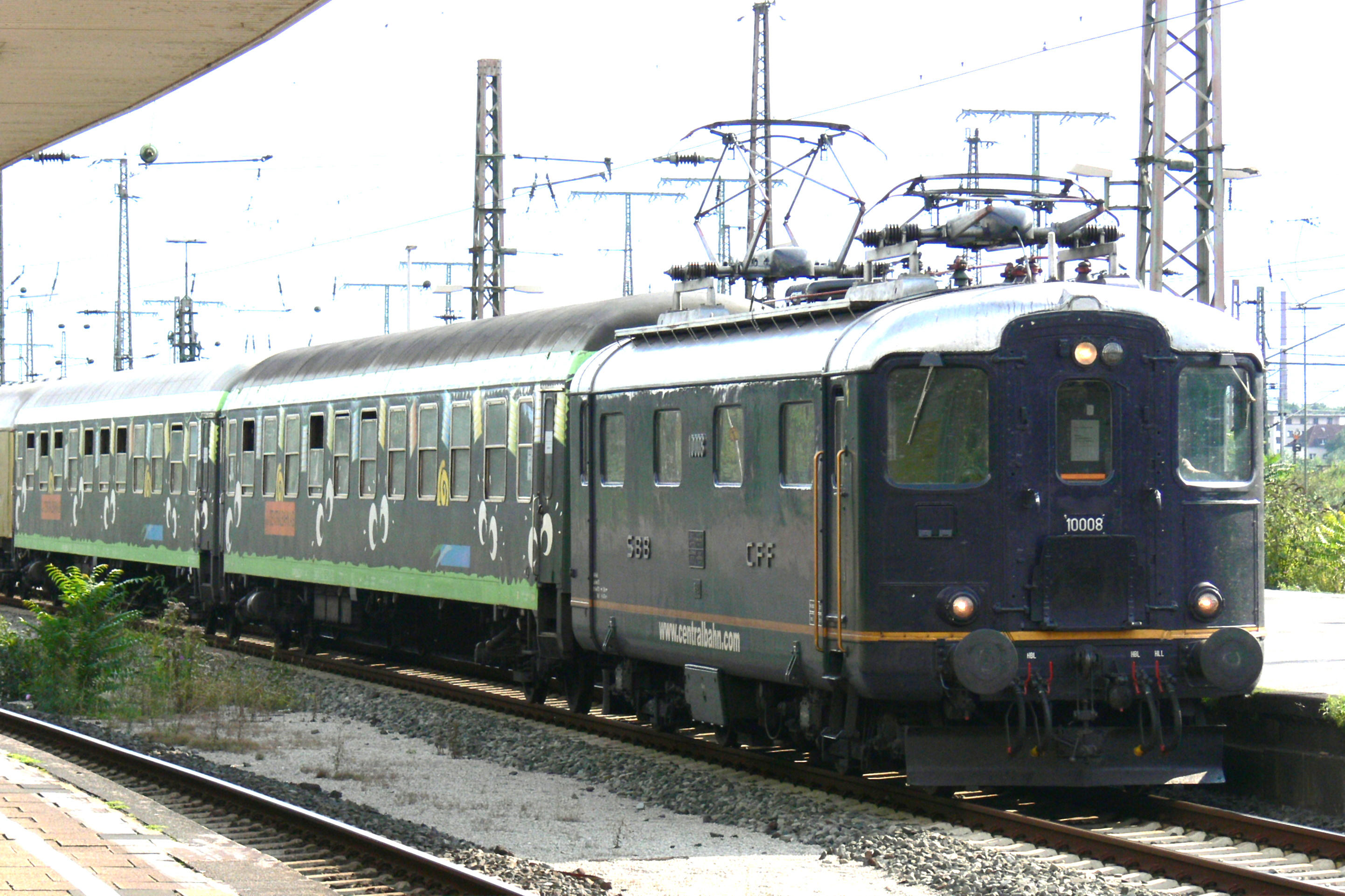
Centralbahn AGで動態保存されているRe4/4^{I} 10008号機（1次形）、デュースブルク中央駅、2007年

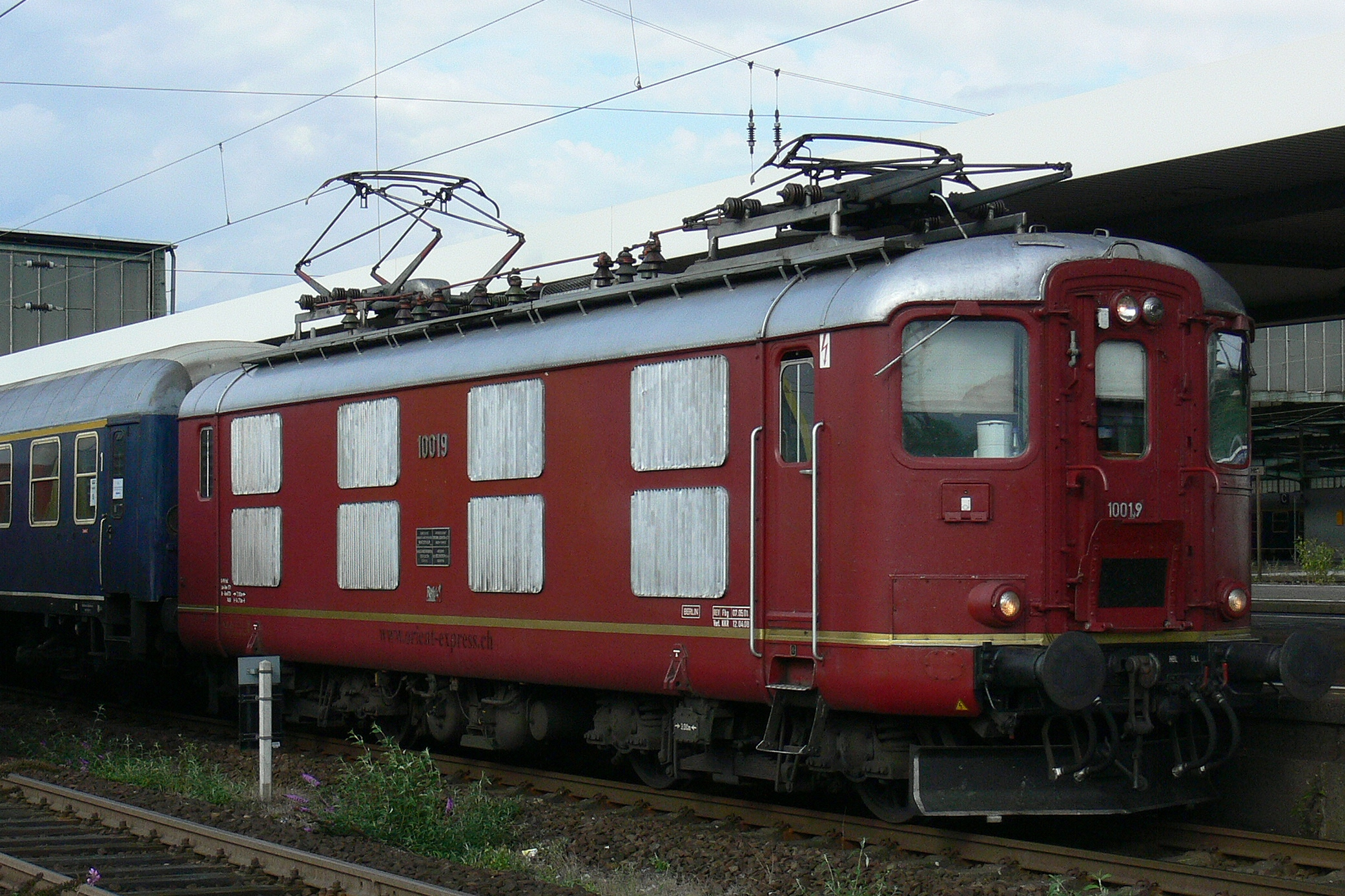
同じくCentralbahn AGで動態保存されるRe4/4^{I} 10019号機（1次形）、デュースブルク中央駅、2007年

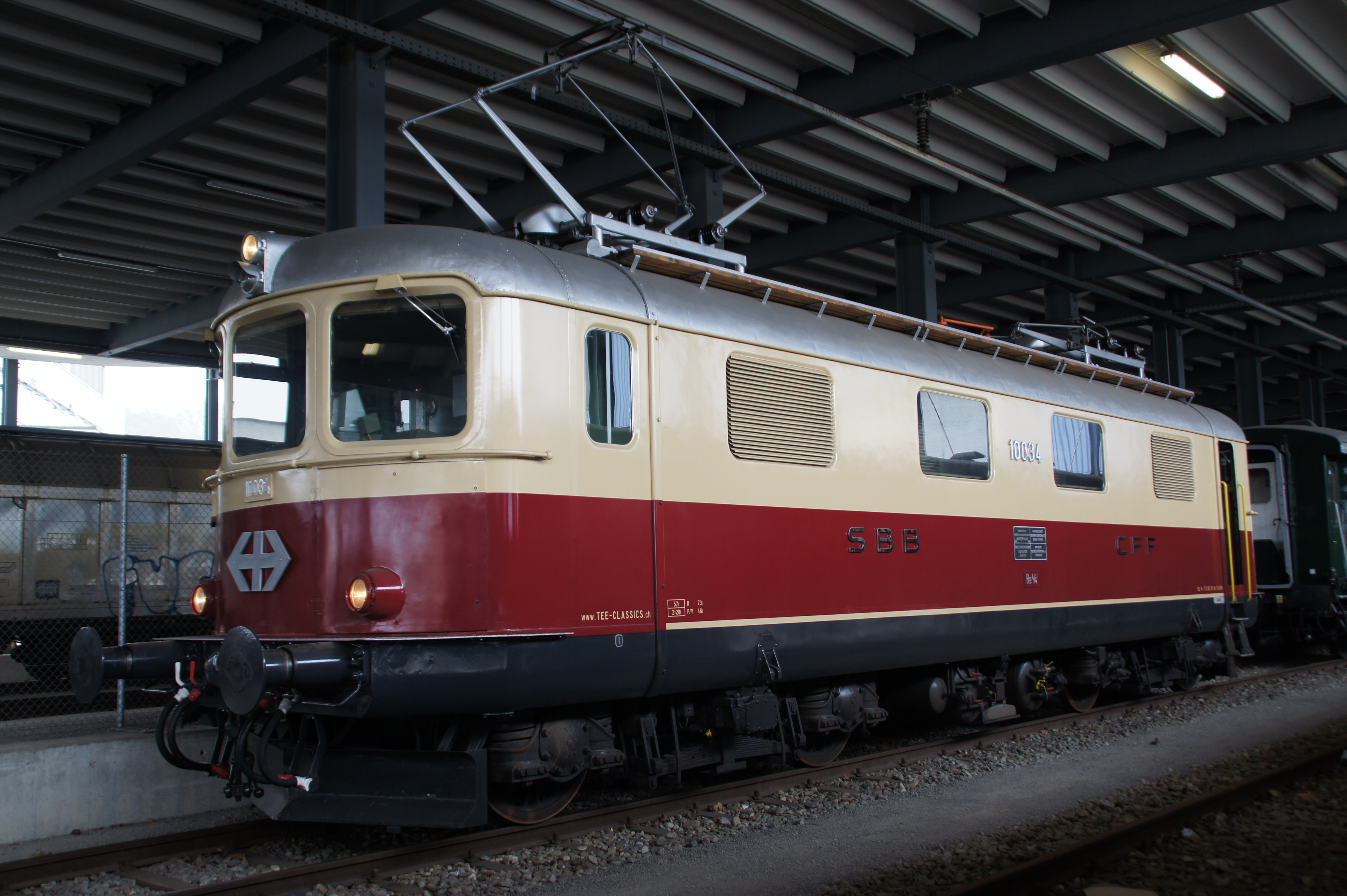
TEE Classicsで動態保存されるRe4/4^{I} 10034号機（2次形）、オリジナルのTEE塗装とは前面ナンバープレート部のみ異なる、2012年

- Re4/4I形は、多くの機体が事故に遭っているがいずれも修復されており、事故廃車となった機体はない。
- その後1982年以降のRBDe560形電車が牽引するNPZ[26]、1989年以降のRe450形電気機関車が牽引するDPZ[27]の都市近郊列車への導入、1992年以降のRe460形電気機関車と2000年以降のRABDe500形の長距離列車への導入に伴い、1993年5月の10047号機以降廃車が始まり、その後1998年までに一般運用から外れ、入換専用機の10030、10032-10035、10037号機も2000-04年に廃車となっている。各年における廃車機番は以下のとおり。
  - 1993年：10047（1機）
  - 1994年：10021、24、36（3機）
  - 1995年：10010、25、29、43（4機）
  - 1997年：10002-05、09、11、13、15、16、18、22、23、27、28、31、38-42、45、46、48-50（25機）
  - 1998年：10006-08、12、14、17、19、20、26（9機）
  - 2000年：10035、37（2機）
  - 2002年：10033（1機）
  - 2004年：10030、32、34（3機）
- 10001号機及び10044号機はそれぞれ1996年と1997年にスイス国鉄の歴史的電気機関車に指定されて動態保存されており、初期の軽量客車で、1次形用の制御客車であるBDt 50 85 82-33 900-0号車（CFt4ü 961号車→BDt 1990号車）もともに動態保存され、10001号機および他の軽量客車とともに編成を組んでいる。なお、10001号機と10044号機の配置経歴は以下の通り。
  - 10001号機
    - 1946年：ベルン（試運転）
    - 1946-53年：チューリッヒ（1948年以降はルツェルン - チューリッヒ間のシャトルトレインなどで運用）
    - 1953-77年：ルツェルン
    - 1977-94年：ベルンツォーナ（ベリンツォーナと基点としたシャトルトレインで運用）
    - 1994-96年：オルテン
    - 1996年以降：オルテン（歴史的車両）

  - 10044号機
    - 1950-70年：ローザンヌ
    - 1970-76年：ビール/ビエンヌ
    - 1977-81年：ベルン
    - 1982-98年：ローザンヌ
    - 1998年以降：ラッパースヴィール（歴史的車両）
- 10002、10009、10016、10039、10042、10046号機の6機が、鉄道車両保存・運行団体で後に会社となったClassic Rail[28]に譲渡されている。このうち、1999年に10002、10016、10039号機が、2000年に10009号機がスイス北東部の私鉄で、当時スイス国鉄やドイツ国内など自社路線以外での列車運行も手広く手がけていたミッテルトゥールガウ鉄道[29]にリースされている。なお、同鉄道では形式がUIC方式のものに変更されていたほか、1次形の右側側面中央に「mthb」の、1次形の左側と2次形の両側の車体側面下部中央に「mittelthurgaubahn」のロゴが入り、濃緑色塗装の機体も車体裾部に白の細帯が入るデザインとなり、1次形は正面の貫通扉が埋められていた。旧番とUIC方式の形式、車体塗装は以下のとおり。なお、Re4/4I形のUIC方式形式名はRe410形であるが、旧ベルン-レッチュベルク-シンプロン鉄道以外の私鉄保有機は形式の3、4桁目で保有会社を識別しており、ミッテルトゥールガウ鉄道及びその後身のトゥルボ[30]では66を使用するため、同鉄道保有のRe410形はRe416.6形となっている。
  - Re4/4I 10002 - Re416 625-2 - 濃緑色
  - Re4/4I 10009 - Re416 626-0 - 赤色
  - Re4/4I 10016 - Re416 627-8 - 赤色
  - Re4/4I 10039 - Re416 628-6 - 濃緑色
- 2002年にミッテルトゥールガウ鉄道は経営破綻して路線はスイス国鉄が、運行はスイス国鉄が90%を出資するトゥルボが引継いでいるが、これに伴い1次形の625-627号機はClassic Railへ返却され、2次形の628号機は引続きトゥルボで運行されている。その後626、627号機はドイツで2000年に設立された貨物列車運行会社であるRail4Chem[31]にリースされ、626号機は緩衝器を角型の新しいものに交換し、車体側面中央上部と正面中央下部に同鉄道のマークを入れた形態で、627号機はミッテルトゥールガウ鉄道で運行されていた当時の形態のままで運行されていたが、現在では両機ともClassic Railに返却されており、2009-10年頃にはスイス国内に留置されている。また、628号機は現在ではスイスの貨物列車運行会社であるSwiss Rail Traffic[32]が運行しており、当初は濃緑色一色でマーク等の入らない形態であったが、2009-10年頃には側面にクリーム色で太帯と同鉄道のマークが入れられている。
- バーゼルに本社を置く鉄道車両保存・運行および貨物列車運行会社であるCentralbahn[33]では1998年に10006、10008、10019号機の3機を譲受し、10008号機と10019号機が同社が保有している動態保存客車を牽引するなどの団体列車の牽引に使用されている。なお、車体塗装は10008号機が紺色、10019号機が濃赤色ベースで車体裾部に金色の細帯とCentralbahnのURLが入っているほか、表記類はスイス国鉄のものに準じたものとなっている。なお、各機体の機番と2007年から採用されたUIC規格によるヨーロッパ標準動力車番号体系であるEVNの機体番号とは以下のとおりとなっている。
  - Re4/4I 10008 - 91 80 0010 008-4 D-CBB
  - Re4/4I 10019 - 91 80 0010 019-1 D-CBB
- 2004年にはスイスの鉄道車両保存・運行会社であり、多くの客車を保有して列車の運行をしているTranseurop-Eisenbahn[34]が10032号機を譲受している。 同機は2007年ころまでオーストリアのウィーンで修復待ちの状態であった。
- 2004年の廃車後民間の所有で保存されていた10034号機は、TEE時代の車両の動態保存と運行を行うチューリッヒに本拠地を置く団体であるTEE Classicsが2007年に譲受、修復して2008年より運行を開始し、同年11月にはSLMの後身の一つであるDLM[35]でTEE塗装への変更を実施している。なお、TEE塗装は正面に十字と矢印を組み合わせたスイス国鉄のマークが付く1973年以降のものであるが、正面の機番がナンバープレートとなっている。
- このほか、10042、10046号機が民間に譲渡され、10046号機はバーゼルで静態保存されている。